# Wielicki Kocioł

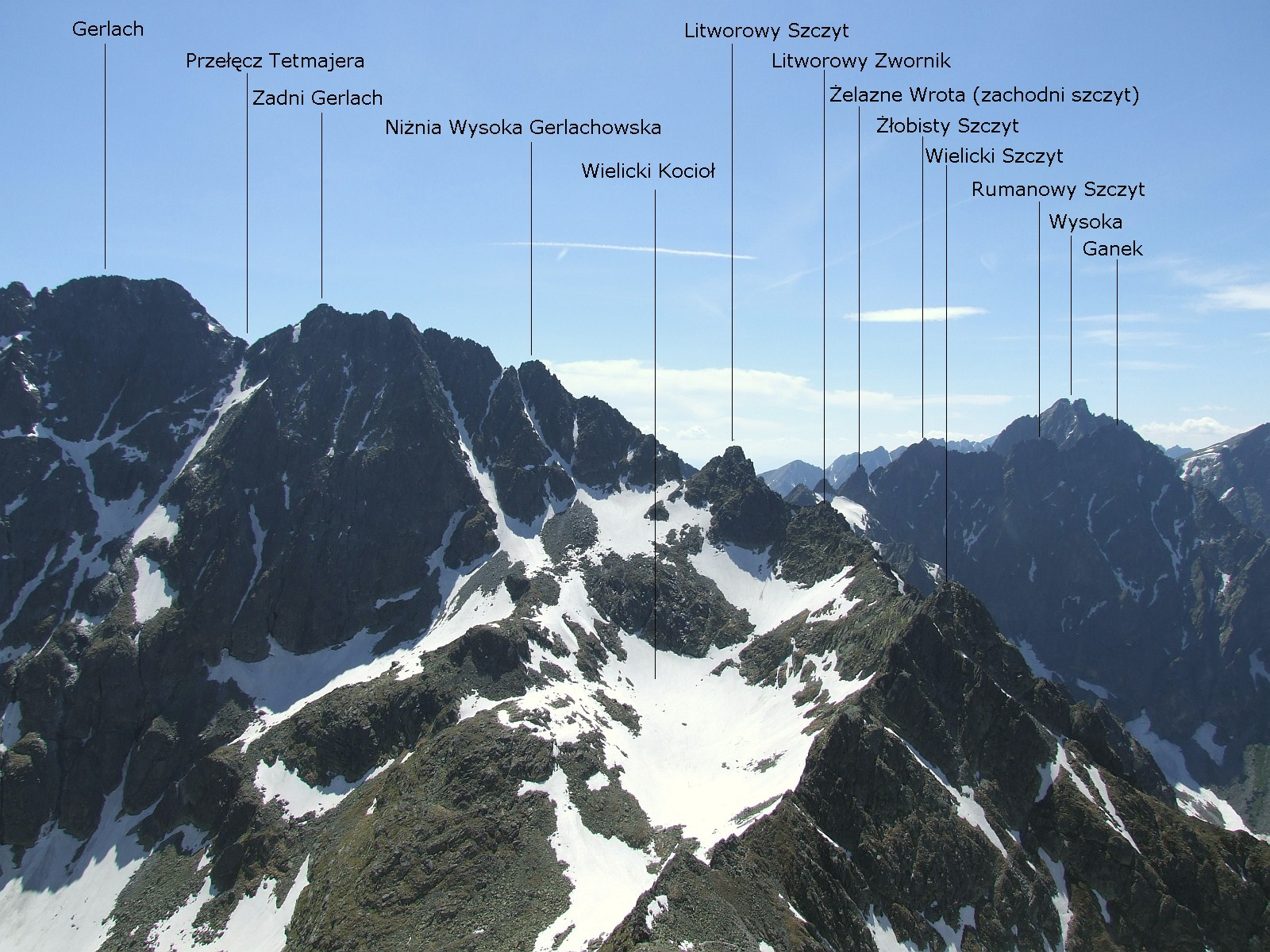
Widok z Małej Wysokiej

Wielicki Kocioł (słow. Velická kotlina) – najwyższe piętro Doliny Wielickiej (zachodnia odnoga Doliny Zadniej Wielickiej) w słowackich Tatrach. Jest to cyrk lodowcowy pod granią główną Tatr Wysokich. Z trzech stron otoczony jest przez takie szczyty i turnie jak: Litworowy Szczyt (2413 m), Litworowy Zwornik, Wielicki Szczyt (2313 m), Mały Wielicki Szczyt, Zmarzła Kopa, Gerlachowska Kopka (2257 m). Wysokie położenie i zacienienie przez potężny masyw Gerlacha powodują, że bardzo długo zalega tutaj śnieg. W kotle znajdują się niewielkie stawki – Wielickie Oka. Nie prowadzi przez niego szlak turystyczny, ale kocioł jest dobrze widoczny z podejścia od Doliny Wielickiej na Polski Grzebień i Małą Wysoką.